# Етре сир Ноа
Етре сир Ноа (фр. Estrées-sur-Noye) насеље је и општина у североисточној Француској у региону Пикардија, у департману Сома која припада префектури Амјен.
По подацима из 2011. године у општини је живело 282 становника, а густина насељености је износила 47,32 становника/km². Општина се простире на површини од 5,96 km². Налази се на средњој надморској висини од 112 метара (максималној 126 m, а минималној 79 m).

## Демографија
| 1962. | 1968. | 1975. | 1982. | 1990. | 1999. | 2011. |
| ----- | ----- | ----- | ----- | ----- | ----- | ----- |
| 142   | 162   | 184   | 195   | 233   | 255   | 282   |

График промене броја становника у току последњих година